# 公子政
公子政（?—?），中国战国时期魏国的太子。
魏襄王把公子政送到秦国做人质。前313年，秦惠文王将公子政送回魏国，魏襄王立公子政为太子。前296年，魏襄王死后，公子遫即位，就是魏昭王。